# Trachelas fuscus
Espèce
Trachelas fuscus est une espèce d'araignées aranéomorphes de la famille des Trachelidae.

## Distribution
Cette espèce est endémique du Mexique. Elle se rencontre au Durango et au Nuevo León.

## Description
Les femelles mesurent de 6,48 à 8,06 mm.

## Publication originale
- Platnick & Shadab, 1974 : A revision of the tranquillus and speciosus groups of the spider genus Trachelas (Araneae, Clubionidae) in North and Central America. American Museum Novitates, no 2553, p. 1-34 (texte intégral).